# Castelo de Talla
O Castelo de Talla, também conhecido como Inch Talla ou Castelo de Inchtalla, foi um castelo do século XV em Inchtalla no Lago de Menteith, na Escócia.
O castelo foi construído por Malise Graham, Conde de Mentieth a partir de 1427.